# إسلام النفط

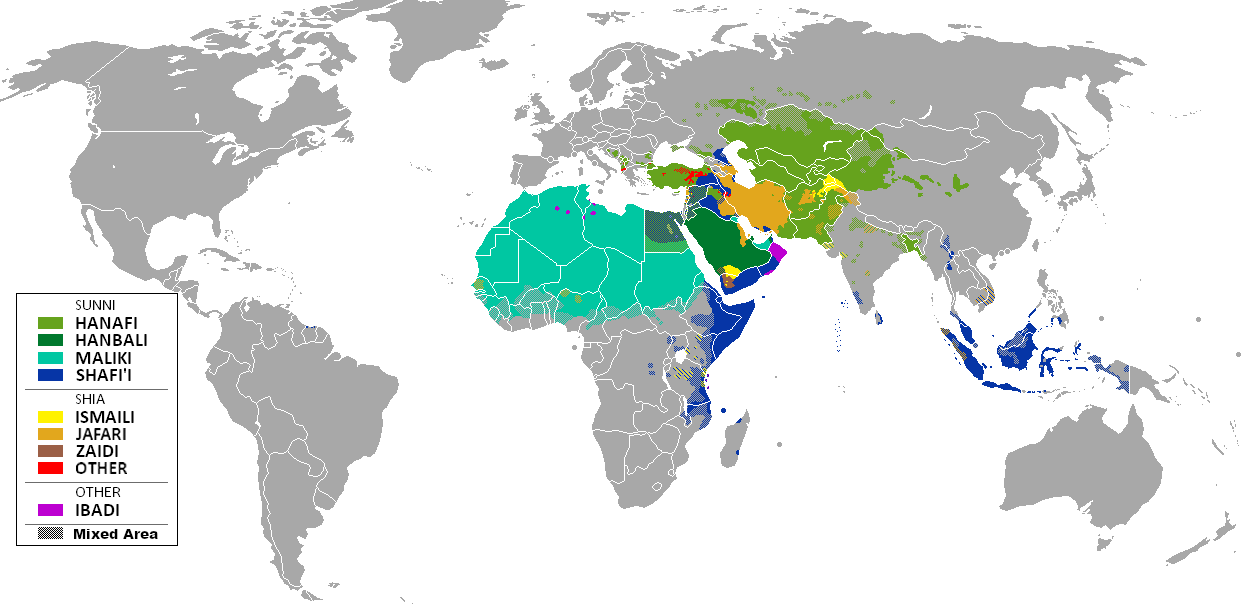
المدارس الفقهية الإسلامية الرئيسيّة وانتشارها حول العالم، المذهب الحنبلي (الأخضر الداكن) هو المذهب الفقهي السائد في المملكة العربية السعودية وقطر، ويُشكّل نحو 2% إلى 5% من المسلمين.

إسلام النفط أو البترو-إسلام هو مصطلح يستخدم لوصف التأثير الديني والسياسي الذي مارسته المملكة العربية السعودية (ودول الخليج الأخرى)، على العالم الإسلامي بعد الطفرة النفطية في السبعينات. يشير المصطلح إلى استخدام الثروة النفطية لنشر النسخة الوهابية أو السلفية من الإسلام في أنحاء مختلفة من العالم الإسلامي. استخدامت المملكة العربية السعودية الموارد من النفط «لإظهار نفسها كلاعب رئيسي في العالم الإسلامي»، عبر توزيع مبالغ كبيرة من المال من مصادر عامة وخاصة في المملكة العربية السعودية لتعزيز العقائد الوهابية ومتابعة السياسة الخارجية السعودية. تُعد الجهود السعودية في العقود التي تلت الطفرة النفطية أكبر حملة دعائية دينية في التاريخ، حيث أنفقت المملكة ما بين 70 إلى 100 مليار دولار على نشر الإسلام الوهابي عالميًا. شمل ذلك بناء أكثر من 1500 مسجد، وتمويل 2000 مدرسة، وطباعة 300 مليون مصحف، إضافة إلى آلاف المنح الدراسية. في عام 1960، كان عدد المسلمين الوهابي خارج السعودية محدودًا، لكن بحلول أوائل الألفية أصبحت الوهابية حاضرةً في أكثر من 80 دولة عبر مؤسسات ممولة سعوديًا. واجهت حملة «إسلام النفط» انتقادات من مسلمين في شتى أنحاء العالم، إذ اعتُبرت أداة لفرض نمط ديني واحد يُقصي التقاليد الإسلامية المحلية، ويُضعف التعددية الثقافية والمذهبية، خصوصًا في أفريقيا وجنوب آسيا. وقد أشار جيل كيبل إلى أن هذا النموذج الدعوي أدى إلى تفكك الهويات الإسلامية المحلية وخلق احتكاكات داخلية بين المسلمين أنفسهم.

## أصل المصطلح
ظهر مصطلح «إسلام النفط» (Petro-Islam) في سبعينيات القرن العشرين، لوصف العلاقة بين الثروة النفطية السعودية وصعود نموذج ديني متشدد تم تصديره إلى العالم الإسلامي. فقد استُخدمت عائدات النفط بعد عام 1973 لنشر النسخة الوهابية من الإسلام، كوسيلة لتعزيز النفوذ الديني والسياسي السعودي عالميًا.

## الخلفية التاريخية: من الطفرة النفطية إلى تصدير النفوذ الديني

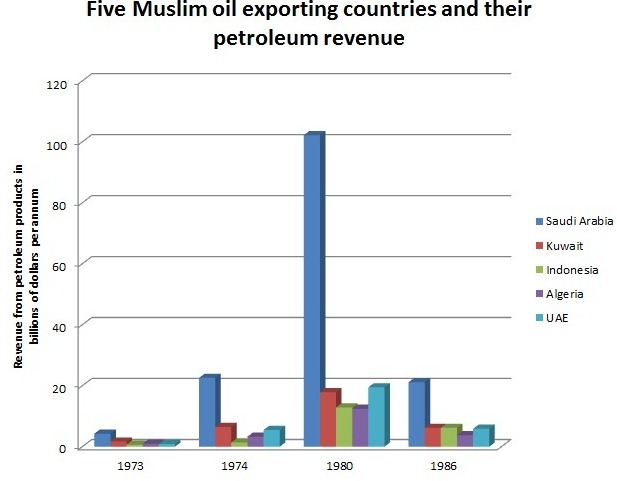
عائدات المنتجات النفطية بالمليارات من الدولارات سنويا لخمس دول عربية رئيسية مصدرة للنفط.

بدأت ملامح «إسلام النفط» تتشكل في أوائل السبعينيات، عندما شكّلت أزمة النفط العالمية عام 1973 نقطة تحول مفصلية في تاريخ المملكة العربية السعودية ودورها في العالم الإسلامي. فقد قررت الدول العربية المنتجة للنفط، بقيادة السعودية، فرض حظر نفطي على الدول الغربية الداعمة لإسرائيل أثناء حرب أكتوبر، مما أدى إلى ارتفاع أسعار النفط أربعة أضعاف خلال أشهر قليلة. هذه القفزة الهائلة في العائدات منحت السعودية ثروة غير مسبوقة، مكّنتها من التوسع في الداخل، وبسط نفوذها في الخارج.
في تلك الفترة، كانت المملكة تبحث عن أدوات لتعزيز شرعيتها السياسية والدينية في مواجهة تيارات فكرية منافسة، كالقومية العربية، والاشتراكية، والإسلام السياسي الثوري، الذي بدأ يكتسب زخماً في عدة دول إسلامية. ثم جاءت الثورة الإيرانية عام 1979 لتشكّل تحديًا إضافيًا، حيث طرحت طهران نفسها كمركز بديل لقيادة العالم الإسلامي، لكن من منظور شيعي. هذا التنافس الإقليمي على الزعامة الإسلامية حفّز السعودية على استخدام أدوات القوة الناعمة، عبر نشر نموذجها الديني السلفي الوهابي، الذي يمثل ركيزة تحالفها السياسي بين المؤسسة الملكية والمؤسسة الدينية منذ تأسيس الدولة السعودية الثالثة.
من هنا، انطلقت السعودية في مشروع عالمي واسع لتصدير نموذجها الديني، مستخدمة العائدات النفطية لتمويل بناء المساجد، وطباعة الكتب، ودعم الجمعيات الإسلامية، وتقديم المنح الدراسية لطلاب الشريعة من أنحاء العالم الإسلامي. هذا المشروع لم يكن مجرد دعوة دينية، بل كان جزءًا من استراتيجية شاملة لتعزيز النفوذ الجيوسياسي للمملكة ومواجهة التحديات الفكرية والسياسية في محيطها الإقليمي والعالمي.

## الانتقادات والآثار الجانبية
واجه «إسلام النفط» انتقادات متعددة من باحثين ومفكرين ومسلمين محليين في عدة دول:
- تهميش التنوع الإسلامي: فقد ساهم الخطاب السلفي في تقليص دور المذاهب الفقهية والتربية الروحية مثل التصوف، الذي كان راسخًا في أفريقيا وجنوب آسيا.[16]
- نشر الفكر الإقصائي: تم توثيق حالات عديدة تم فيها الترويج لخطاب ديني يصنف المسلمين الآخرين كمبتدعة أو ضالين، مما ساهم في تعزيز الطائفية والانقسامات الداخلية.[8]
- الارتباط بالتشدد الديني: تشير تقارير استخباراتية ودراسات أكاديمية إلى أن بعض الأفراد والجماعات التي تأثرت بالفكر السلفي الوهابي دعمت لاحقًا الحركات الجهادية المسلحة، أو ساهمت في خلق بيئات فكرية مهيأة للتطرف.[17]
- التأثير السلبي على الأقليات المسلمة في الغرب: في أوروبا وأمريكا، ساهم تمويل المساجد والمراكز مع الخطاب المتطرف من قبل السعودية في خلق صورة عن الإسلام على أنه متشدد ومنغلق، ما زاد من حدة الإسلاموفوبيا وأضعف جهود الاندماج.[18]

## تراجع النفوذ منذ الألفية الجديدة
مع بداية القرن الحادي والعشرين، وخاصة بعد هجمات 11 سبتمبر 2001، تعرضت السعودية لضغوط دولية بسبب ارتباط بعض منفذي الهجمات بالفكر السلفي الوهابي. بدأت المملكة بمراجعة بعض سياساتها الدينية في عهد الملك عبد الله، وتسارعت هذه المراجعات في عهد ولي العهد محمد بن سلمان، الذي تبنّى خطابًا إصلاحيًا يبتعد عن الصيغة التقليدية للوهابية.
وقد أشار باحثون إلى أن هذه التحولات قد تؤدي إلى تراجع تدريجي وربما اختفاء الوهابية كإيديولوجيا رسمية للدولة، خصوصًا في ظل توجه القيادة الحالية نحو خطاب «الإسلام المعتدل» والانفتاح الثقافي. يرى بعض الباحثين أن التحالف التاريخي بين المؤسسة الدينية والدولة يمر بمرحلة «تفكك فعلي»، مع تهميش متزايد للعلماء التقليديين في الحياة العامة، فيما وصف آخرون المشروع الإصلاحي بأنه «قاطع جذور الوهابية».